# Enea Sbarretti
Enea Sbarretti (Spoleto, 27 de janeiro de 1808 - Roma, 1 de maio de 1884) foi um cardeal italiano.

## vida
Enea Sbarretti estudou direito civil e canônico na Universidade de La Sapienza em Roma até 1832. Já em 1830 havia sido ordenado sacerdote para a Arquidiocese de Spoleto. Após seus estudos, tornou-se secretário e auditor de Giovanni Maria Mastai-Ferretti, Arcebispo de Spoleto e depois Papa Pio IX. Ele então seguiu para Imol, onde se tornou Vigário Geral .
Em 1846, Giovanni Maria Mastai-Ferretti, agora Papa Pio IX, concedeu-lhe o título de Prelado da Casa Pontifícia. Em 1851 ele nomeou Sbarretti auditor na Assinatura Apostólica. De 1853 a 1875 ocupou o mesmo cargo na Rota Romana. Após a anexação dos Estados papais pela Itália em 1870, Sbarretti favoreceu a reconciliação com o reino italiano. Embora em oposição à linha do Papa, foi nomeado Consultor do Santo Ofício em 1875, cargo que permaneceu até 1877.
No consistório de 12 de março de 1877 Pio IX o aceitou. como Cardeal Diácono de Santa Maria ad Martyres ao Colégio dos Cardeais . Após a morte do Papa, ele participou do conclave de 1878 que Leão XIII sucessor eleito. Este nomeou o Cardeal Sbarretti como chefe do departamento administrativo da Congregação De Propaganda Fide. Ele morreu após anos de doença em 1º de maio de 1884 no Palazzo Odescalchi, onde morava. O sepultamento no cemitério Campo Verano ocorreu em 5 de maio do mesmo ano, presidido pelo posterior cardeal Domenico Maria Jacobini .
Enea Sbarretti era tio de Donato Sbarretti, que foi feito cardeal em 1916 .

## Link externo
- Sylwetka w słowniku biograficznym kardynałów Salvadora Mirandy {{{2}}}
- Sylwetka na stronie Davida M. Cheneya {{{2}}}
- GCatholic.org {{{2}}}